# Белая (Черновицкая область)
Белая (укр. Біла) — село в Мамаевской сельской общине Черновицкого района Черновицкой области Украины.
Население по переписи 2021 года составляло 612 человека. Почтовый индекс — 59346. Телефонный код — 3736. Код КОАТУУ — 7322580701.
До 2020 года входило в Кицманский район